# Dibombé (rivière)
La Dibombé est une rivière du Cameroun provenant des flancs de monts du Mungo et est un affluent du fleuve Wouri.

## Cours
La Dibombé circule essentiellement dans la forêt équatoriale arborée du Mungo.  
Le parcours est chevelu, extrêmement complexe et marqué de brusques changements de direction perpendiculaires. Son bassin suit la direction de la ligne du Cameroun.  

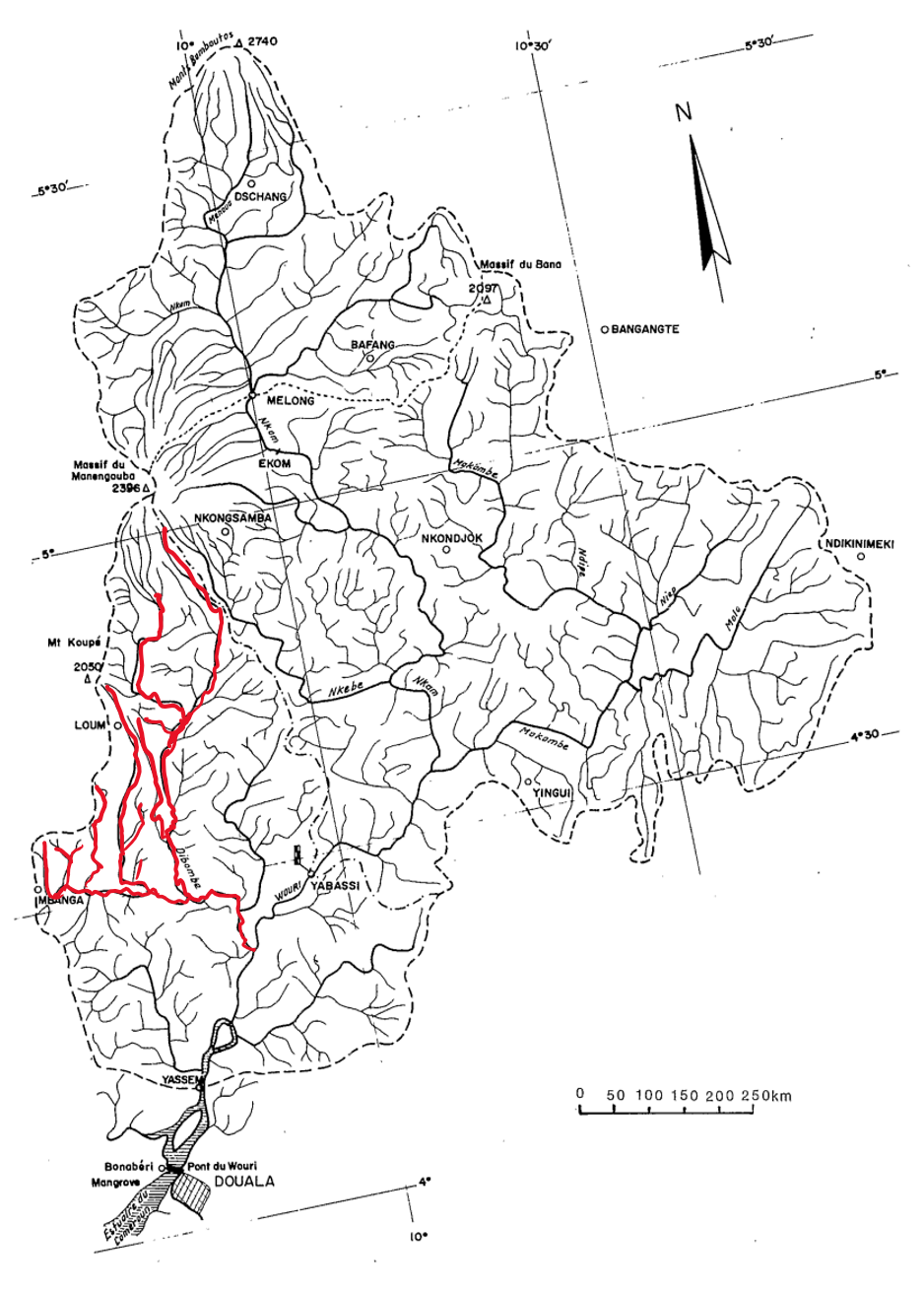
Le cours de la Dibombé, affluent du Wouri à Nono

C'est à Nono, en aval de Yabassi que le Wouri reçoit en rive droite les eaux de la Dibombé, qui est un affluent important drainant le flanc sud du Manengouba, les monts Koupe de Loum et la région de Mbanga.